# Moriches
Moriches és una concentració de població designada pel cens dels Estats Units a l'estat de Nova York. Segons el cens del 2000 tenia 2.319 habitants.

## Demografia
Segons el cens del 2000, Moriches tenia 2.319 habitants, 1.116 habitatges, i 669 famílies. La densitat de població era de 459,2 habitants per km².
Dels 1.116 habitatges en un 13,9% hi vivien nens de menys de 18 anys, en un 52,1% hi vivien parelles casades, en un 5,5% dones solteres, i en un 40% no eren unitats familiars. En el 30,9% dels habitatges hi vivien persones soles el 10,5% de les quals corresponia a persones de 65 anys o més que vivien soles. El nombre mitjà de persones vivint en cada habitatge era de 2,05 i el nombre mitjà de persones que vivien en cada família era de 2,56.
Per edats la població es repartia de la següent manera: un 11,5% tenia menys de 18 anys, un 6,4% entre 18 i 24, un 31,4% entre 25 i 44, un 27,5% de 45 a 60 i un 23,2% 65 anys o més.
L'edat mediana era de 46 anys. Per cada 100 dones de 18 o més anys hi havia 99,8 homes.
La renda mediana per habitatge era de 63.672 $ i la renda mediana per família de 74.659 $. Els homes tenien una renda mediana de 51.205 $ mentre que les dones 35.950 $. La renda per capita de la població era de 34.038 $. Entorn del 2,9% de les famílies i el 5,5% de la població estaven per davall del llindar de pobresa.